# The Exterminator
The Exterminator es una película de acción estadounidense de 1980 dirigida por James Glickenhaus y protagonizada por Robert Ginty como veterano de Vietnam, John Eastland, quien saca a los punks de la calle y las personas involucradas en la delincuencia organizada cuando la ley no hace justicia.

## Argumento
John Eastland, un veterano de la guerra de Vietnam, es testigo de cómo su amigo cae víctima de una emboscada y es brutalmente apaleado por una banda callejera en Nueva York. John decide tomarse la justicia por su mano y vengar a su amigo convirtiéndose en un vigilante que eliminará a bandas, mafiosos, pederastas y cualquiera a quién él considere que se lo merece. Para el público es un héroe, pero para la policía El Exterminador es un psicópata peligroso capaz de poner en peligro el sistema.

## Reparto
| Actor            | Personaje         | Cargo del personaje en la película |
| ---------------- | ----------------- | ---------------------------------- |
| Robert Ginty     | John Eastland     | Soldado retirado                   |
| Steve James      | Michael Jefferson | Mejor amigo de John                |
| Samantha Eggar   | Megan Stewart     | Doctora                            |
| Patrick Farrelly | Shaw              | Agente de la CIA                   |
| David Lipman     | El senador        | Senador del estado de Nueva Jersey |
| George Cheung    | Vietcong          | Líder del Vietcong                 |
| Michele Harrell  | Maria Jefferson   | Familiar de Michael                |

## Secuela
- Exterminator 2